# Polia apurpura
Polia apurpura är en fjärilsart som beskrevs av Barnes och Mcdunnough. Polia apurpura ingår i släktet Polia och familjen nattflyn. Inga underarter finns listade i Catalogue of Life.